# Ferrari KC23
Ferrari KC23 – supersamochód klasy średniej typu one-off wyprodukowany pod włoską marką Ferrari w 2023 roku.

## Historia i opis modelu
W lipcu 2023 Ferrari przedstawiło swój kolejny unikatowy pojazd typu one-off zbudowany na specjalne zamówienie klienta. W czasie gdy prace nad tego typu konstrukcjami włoskiej firmy trwają ok. 2 lata, tak powstanie supersamochodu KC23 zajęło inżynierom z oddziału Ferrari Special Projects tym razem ponad 3 lata. Jako techniczną bazę wykorzystano płytę podłogową i podzespoły modelu 488 GT3, nadaląc KC23 zarazem zupełnie odrębny i unikalny projekt stylistyczny. Za główny punkt odniesienia przyjęto prototyp Vision Gran Turismo z 2022 roku, a także wyścigowy model 499P. Projekt koordynował Flavio Manzoni.
Wygląd Ferrari KC23 jest podytkowany uzyskaniem jak najlepszych właściwości aerodynamicznych. Nisko osadzony pas przedni utworzył duży wlot powietrza, a kolejne ulokowano z boku wraz z ruchomymi modułami. Srebrny lakier "Gold Mercury" imituje swoją barwą strukturę aluminium, a duże tylne skrzydło można zdjąć. Kabina pasażerska została utrzymana w pełni wyścigowej aranżacji przystosowanej do jazdy w wyczynowych warunkach torowych, KC23 posiada klatkę bezpieczeństwa, a tkaże cyfrowe wskaźniki oraz specjalny panel przełączników przedstawiający rozbudowane informacje o parametrach. Kubełkowe fotele pokryto alcantarą, z kolei obraz wstecz przedstawiają trzy ekrany przenoszące obraz z kamer.
W stosunku do pokrewnego 488 GT3, Ferrari zdecydowało się nie wdrażać zmian w jednostce napędowej. Zostało nią 3,9 litrowe V8 rozwijające moc maksymalną 600 KM oraz 700 Nm maksymalnego momentu obrotowego. Nabywca KC23 otrzymał dwa zestawy alufelg: 18-calowe do jazdy torowej oraz w połowie 21 i w połowie 22 calowe do celów pokazowych.

### Sprzedaż
Ferrari KC23 to samochód zbudowany tylko w jednym egzemplarzu na specjalne zamówienie anonimowego kolekcjonera wielu pojazdów włoskiej firmy, nie wskazując także wartości pojazdu w momencie premiery. Przed dostarczeniem supersamochodu do właściciela, Ferrari przedstawiło model przed publicznością najpierw na lipcowym Goodwood Festival of Speed, a następnie umieściło go na tymczasowej wystawie w Galleria Ferrari w Maranello.

### Silnik
- V8 3.9l 600 KM